# Побочное решение (шахматы)
Побо́чное реше́ние (англ. cook, нем. Nebenlösung), в шахматной композиции — выполнение задания шахматной задачи или этюда способом, отличным от задуманного автором.
Побочное решение в задаче называется полным, если оно начинается с 1-го хода решения и выполняется в заданное автором или в меньшее число ходов, или частичным (дуалью), если обход авторского замысла возможен на 2-м или последующих ходах. 
Побочное решение в этюде, а также в задачах с кооперативной игрой (см. напр. «Кооперативный мат») — выполнение задания способом, отличным от авторского, на любом этапе решения.
Наличие полного побочного решения или дуали в главном варианте задачи, как и побочное решение в этюде, лишает композицию права называться задачей (этюдом) до публикации в исправленном виде.